# Philomedes macandrei
Philomedes macandrei is een mosselkreeftjessoort uit de familie van de Philomedidae. De wetenschappelijke naam van de soort is voor het eerst geldig gepubliceerd in 1850 door Baird.